# ملعب مينيراو
ملعب مينيراو هو ملعب كرة قدم يقع في مدينة بيلو هوريزونتي البرازيلية . يسع الملعب لجلوس 62,781 متفرج . يعتبر الملعب الرسمي الذي يخوض فيه نادي أتليتيكو مينيرو وكروزيرو مبارياتهما . تم افتتاح الملعب في 5 سبتمبر 1965 .
في ولاية ميناس جيرايس، أصبح طبق فيجاو تروبيرو يترافق عادة مع الملعب حيت أضحى الطبق الرئيسي لمشجعي مينيراو.